# Antihemofilieglobuline
Antihemofilieglobuline of antihemofiliefactor is een stollingsfactor (Factor VIII) aanwezig in het bloedplasma. Het zorgt ervoor dat op plaatsen waar een bloedvat beschadigd is, trombocyten zich aan de randen van het 'gat' hechten en vervolgens aan elkaar. Zo ontstaat er een vrij losse prop waardoor het 'gat' al min of meer gedicht is.